# Wittstock
Wittstock é um município da Alemanha, situado no distrito de Ostprignitz-Ruppin, no estado de Brandemburgo. Tem 417,20 km² de área, e sua população em 2019 foi estimada em 14.131 habitantes.